# Блеєнська радіообсерваторія
Блеєнська радіообсерваторія — радіоастрономічна обсерваторія у Швейцарії, яка спеціалізується на широкосмуговій радіоспектроскопії. Знаходиться на півдорозі між Цюрихом і Берном, біля села Блеєн, 5 км на південь від Греніхена в кантоні Ааргау. Розташована в неглибокій долині, яка відносно добре захищає обсерваторію від земних радіохвиль.

## Історія
Обсерваторія була побудована в 1979 році Інститутом астрономії Федеральної вищої технічної школи Цюриха під керівництвом професора Арнольда Бенца. Відтоді вона складається з двох параболічних антен діаметром 7 м і 5 м, рознесених на відстань 100 м, і лабораторного корпусу, в якому містяться спектрометри та інша електроніка. Тут вперше був використаний повністю цифровий та дистанційно керований приймач. Спочатку на ньому застосовувалися частотно-динамічні спектрометри, зараз використовуються цифрові фільтри та спектрометри швидкого перетворення Фур'є. Спочатку діапазон частот складав 100—1000 МГц, пізніше він був збільшений до 10-5000 МГц. Починаючи з 2014 року, обсерваторія переобладнується для спостережень переважно несонячних радіохвиль позагалактичного та космологічного походження.

## Наука
Основною задачею обсерваторії було спостереження радіовипромінювання сонячних спалахів. Найвагомішим внеском був огляд і класифікація на дециметрових хвилях, який допоміг дослідити прискорення енергійних електронів у сонячних спалахах. Широка смуга частот також використовувалася для вивчення несонячних радіоджерел — гамма-спалахів і швидких радіоспалахів.
Дані спостережень Сонця з 1979 року зберігаються в Інституті 4D-технологій в Університеті прикладних наук Північно-західної Швейцарії у Віндіші та є загальнодоступними.
Блеєнська радіообсерваторія була відправною точкою міжнародної мережі e-CALLISTO, яка 24 години на добу досліджує сонячну активність і космічну погоду за допомогою радіохвиль.